# Бродская синагога (Одесса)
Бродская синагога № 1, Бродская синагога, Одесская бродская синагога — здание синагоги, которая существовала до 1835 года и оставлена с разрешения бывшего одесского градоначальника № 7018, от 5 июня 1836 года, на углу Пушкинской и Почтовой (ныне — Жуковского) улиц в Общественном здании.
В 1840 году в Одессе возникла первая в Российской империи хоральная синагога, так называемая «Бродская», основанная выходцами из города Брод, кантором был приглашён Н. (Нисон Меерович) Блюменталь (в 1841 году стал главным кантором, в которой оставался 55 лет). На 1855 год в Одессе было четыре синагоги и 34 молитвенных дома.

## История
В 1798 году в Одессе, будущем административном центре Новороссийского генерал-губернаторства, был образован кагал (еврейская община), вслед за тем возникла синагога (на Еврейской улице), получившая впоследствии название «Главной синагоги» (наново построена в 1855 году).
В Одессе, к 1820-м годам, стали селиться иностранные евреи, преимущественно из Германии и Галиции (австрийские евреи), называвшиеся «бродскими» по городу Броды.
В 1840 году в Одессе возникла первая в Российской империи хоральная синагога, так называемая «Бродская», кантором был приглашён Н. Блюменталь. Это нововведение было встречено большинством населения города неприязненно, но всё же число прихожан синагоги постепенно возросло, в 1841 году Нисан Блюменталь стал главным кантором), а в 1847 году синагога перешла в большее помещение. В течение многих лет в ведении Бродской синагоги находилось заведование «братством» (חבדה קדישא).
В 1863 году состоялось заседание Строительного комитета совместно с членами еврейской молитвенной школы № 1 по вопросу строительства здания Бродской синагоги Планы здания, к сожалению, не сохранились. следует, что до строительства здания Бродской синагоги молитвенная школа № 1 находилась в доме Ксениса: "Тут собирались все люди образованные из общества евреев в Одессе. Их школа в нанимаемом доме, но нарочито к тому устроенная. Зала довольно обширная, имеет также галерею для женщин… Тут, к чести еврейского народонаселения, в первый раз заведён хор певчих при богослужении под направлением кантора. В списке синагог за 1859 год Бродская синагога значится и как молитвенный дом для просвещённейших евреев № 1, существующий с 1820 года и расположенный на Итальянской улице, в доме К. Палудова — бывшем доме Ксениса.
В конце 1860-х годов место кантора и регента в одесской бродской синагоге занял Д. (Давид) Новаковский.
Нисан (Нисон Меерович) Блюменталь своё состояние после кончины завещал хору синагоги.
В 1909 году в Бродской синагоге был устроен орган, это новшество вызвало споры среди прихожан и часть их перешла в другие синагоги. Бюджет Бродской синагоги был около 24 000 рублей.
В 1925 году здание Бродской синагоги было передано еврейскому рабочему клубу на основании постановлений Всеукраинсокого Центрального Исполнительного Комитета УССР и Одесского губисполкома, а также решений общих собраний рабочих и служащих предприятий г. Одессы. В 1929 г. здание передали клубу обувной фабрики.
Решением Одесского городского Совета от 20 июня 1944 года здание бывшей Бродской синагоги передано Одесскому областному архиву Государственный архив Одесской области.

## Галерея

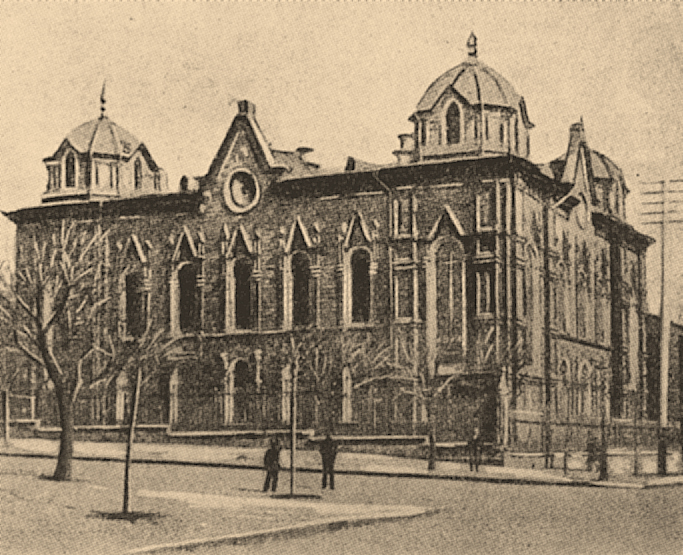
Бродская синагога (1906—1913)
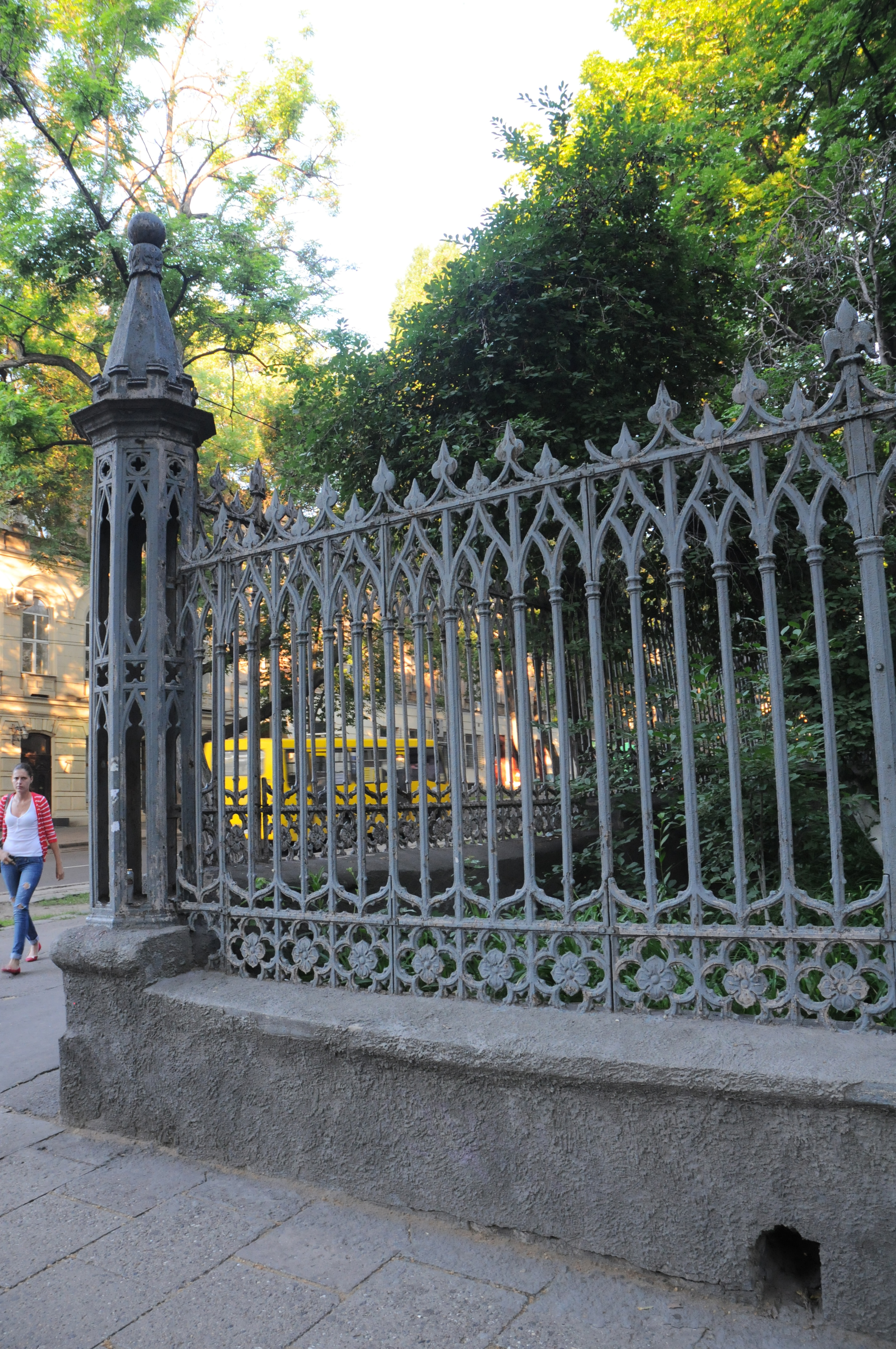
Ограда
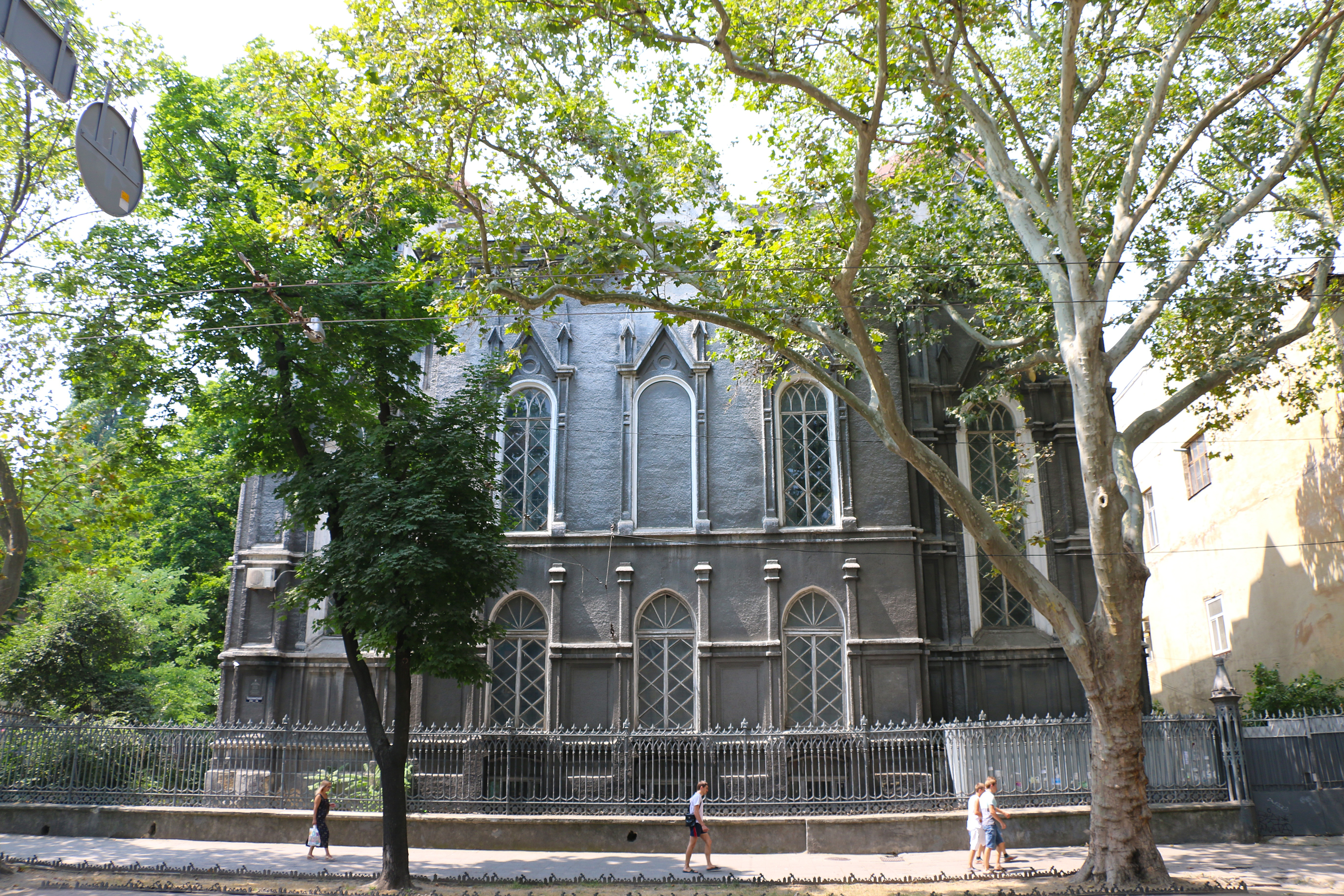
Фасад со стороны Пушкинской
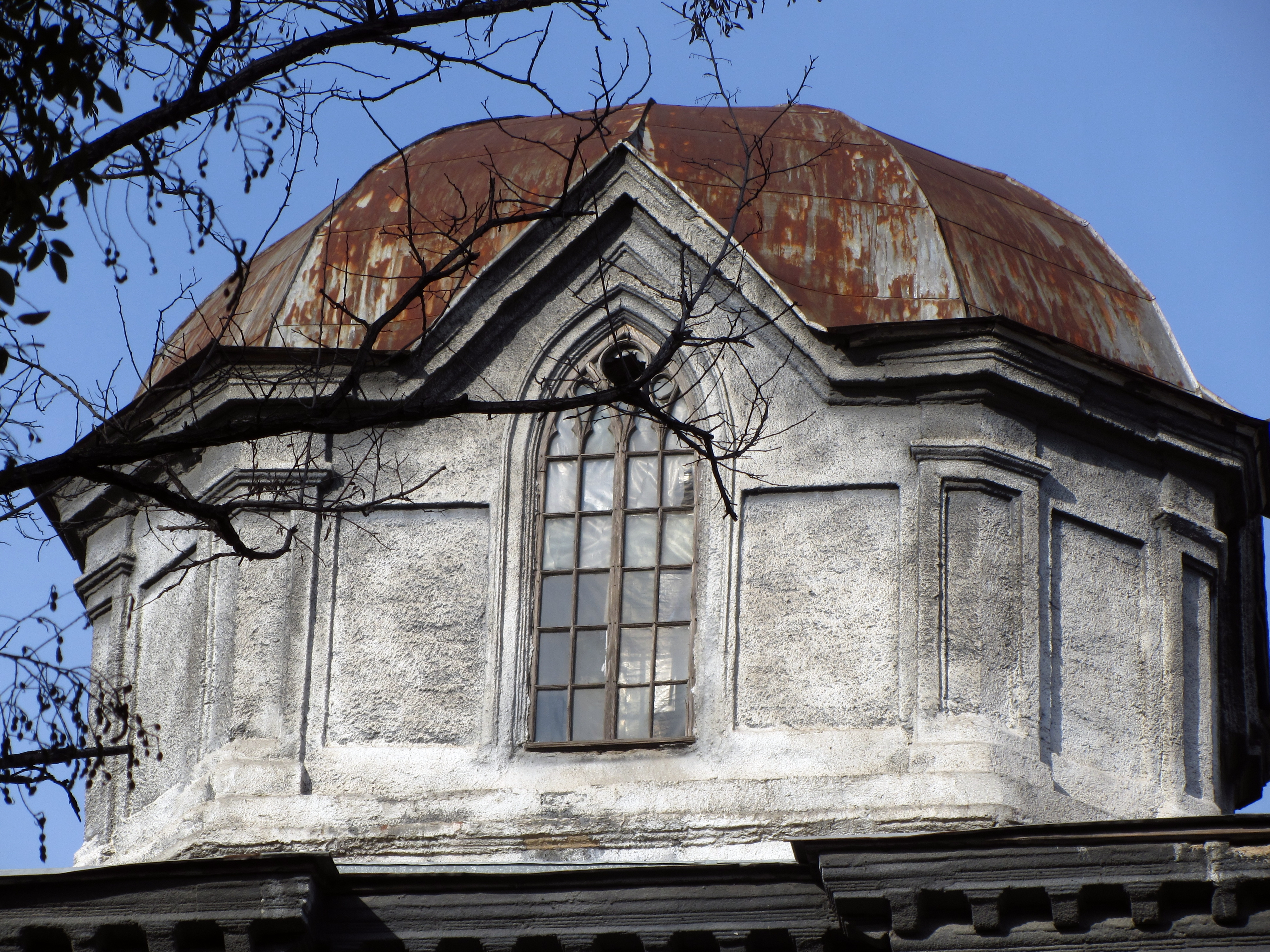
Купол